# Too Much (canción de Bros)
"Too Much" es una canción de la boy band británica Bros, lanzada el 17 de julio de 1989. "Too Much" fue su primer y más exitoso sencillo de su segundo álbum The Time. Alcanzó el número uno en Irlanda y el número dos en la lista de singles del Reino Unido, donde obtuvo la certificación plata. Fue el último sencillo de Bros entre los cinco primeros en el Reino Unido.

## Vídeo musical
El vídeo fue dirigido por Colin Chilvers, quien también dirigió el vídeo "Smooth Criminal" de Michael Jackson, y producido por Nick Verden en el sur de Francia, en Niza y sus alrededores.